# 奉天市

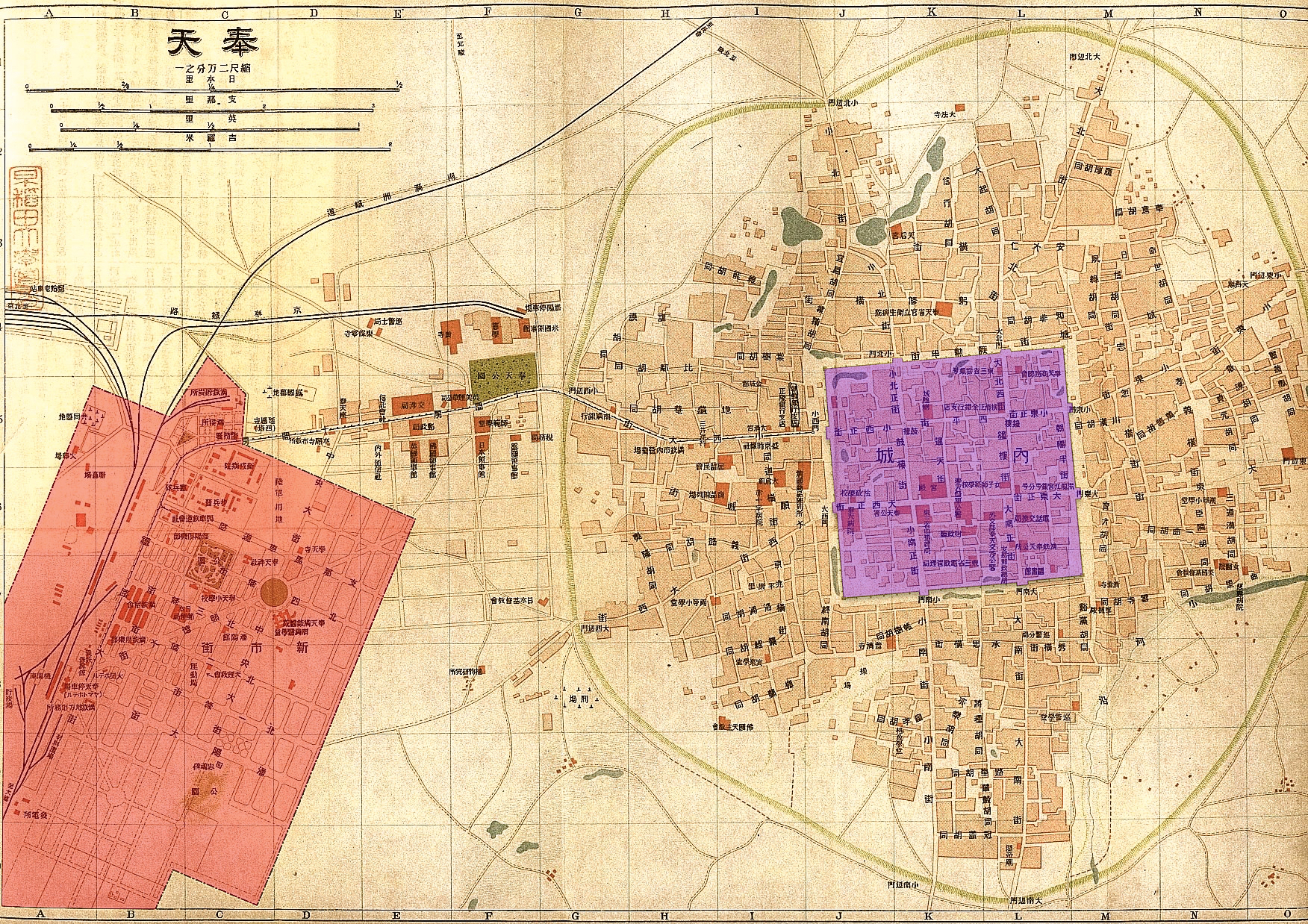
1919年の奉天市の地図
----
赤が満鉄附属地、紫が奉天城

奉天市（ほうてん-し、英: Mukden）は、中華民国と満洲国にかつて存在した、現在の中華人民共和国瀋陽市に相当する都市。
かつて清朝の都として盛京、満洲語でᠮᡠᡴᡩᡝᠨ (mukden、ムクデン)と呼ばれていたが、1644年北京に都を移すと陪都となり、1657年「奉天承運、皇帝詔曰」にちなんで奉天府が置かれた。清朝が瓦解した後、1923年に張作霖が奉天市政公所を設置。1928年12月29日張学良の易幟により中華民国のものとなり、1929年瀋陽市に改名されるが、1932年3月1日満洲国の成立により1945年に崩壊するまで再び奉天市となる。

## 満洲国
奉天省の省会。1931年（民国20年）9月18日、満洲事変が勃発すると関東軍により遼寧省奉天に関東軍の土肥原賢二を首班とする奉天市政府が成立した。同年10月15日、趙欣伯が奉天市市長に就任している。1937年（康徳3年）3月26日、市政が公布され統治範囲が確定している。瀋陽県も当初奉天市に位置していたが、1944年（康徳11年）1月1日に分割され奉天市と撫順市に編入された。

### 下部行政区画
満洲国崩壊直前の下部行政区画
- 城内区
- 大和区
- 鉄西区
- 大東区
- 渾河区
- 永信区
- 于洪区
- 皇姑区
- 北陵区
- 瀋河区
- 東陵区
- 敷島区
- 朝日区
- 北関区
- 東関区
- 大西区
- 小西区

### 設置
1931年、関東軍により奉天市政府が設置される。

### 廃止
1945年8月、満洲国の崩壊と共に自然消滅。

### 画像

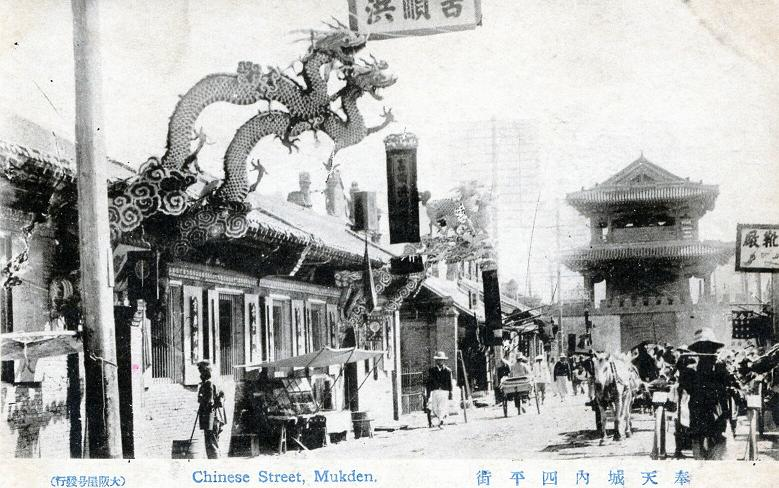
奉天城内四平街
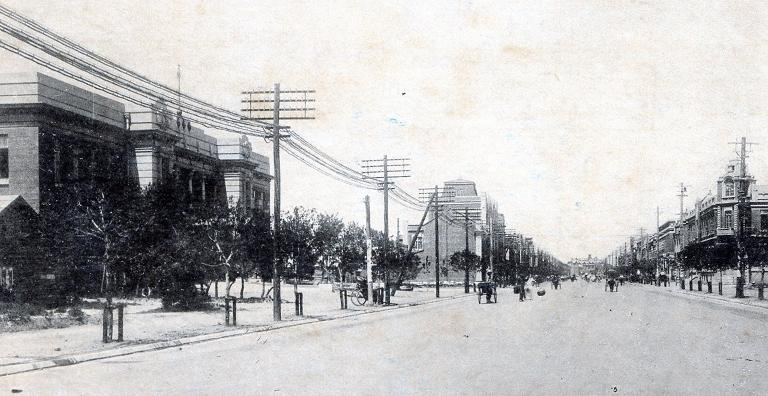
奉天加茂町（公会堂）
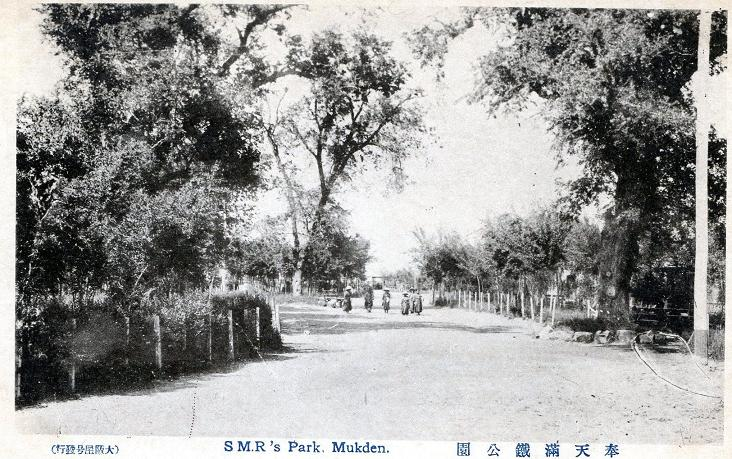
奉天満鉄公園
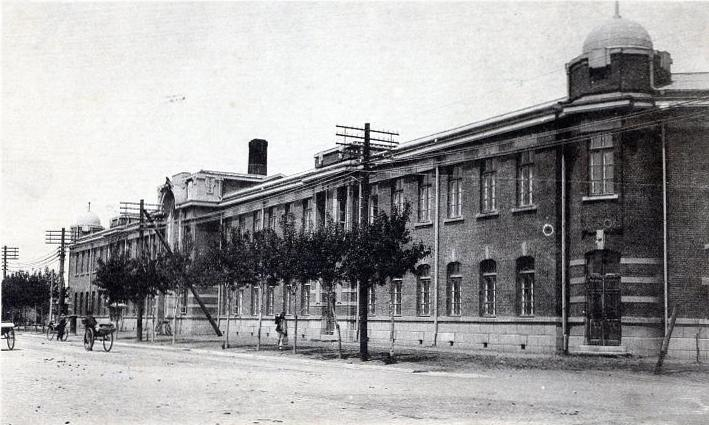
奉天郵便局
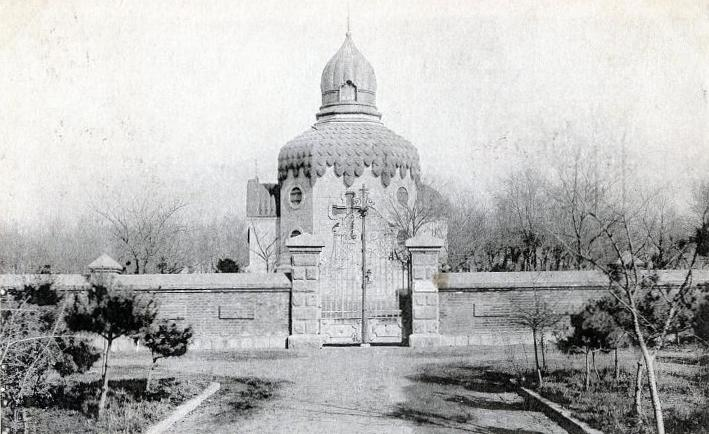
奉天露国忠魂碑
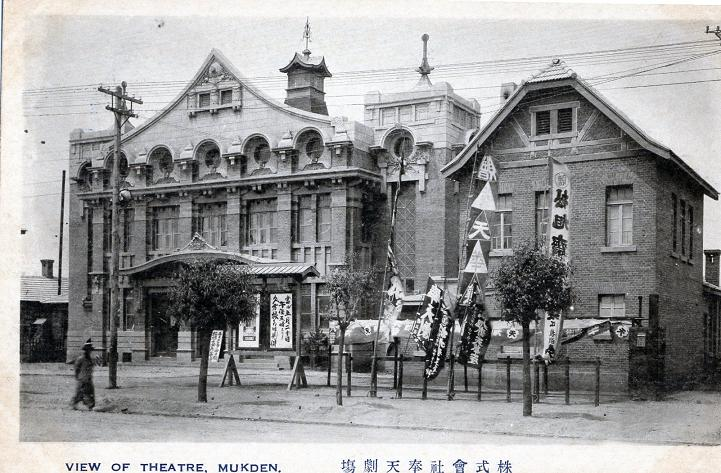
株式会社奉天劇場
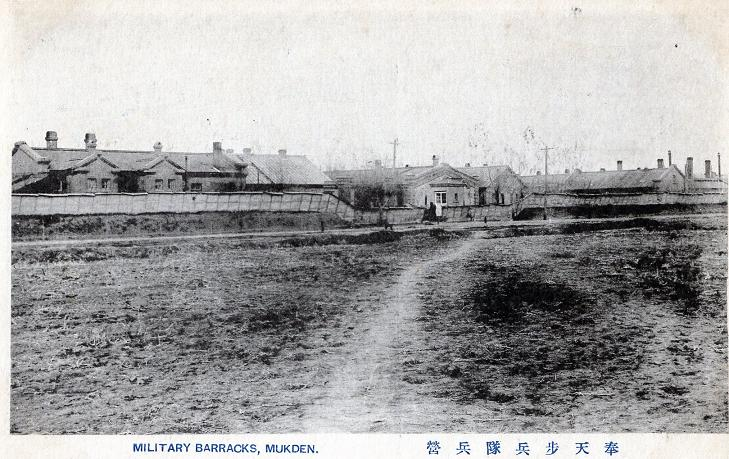
奉天歩兵隊兵営
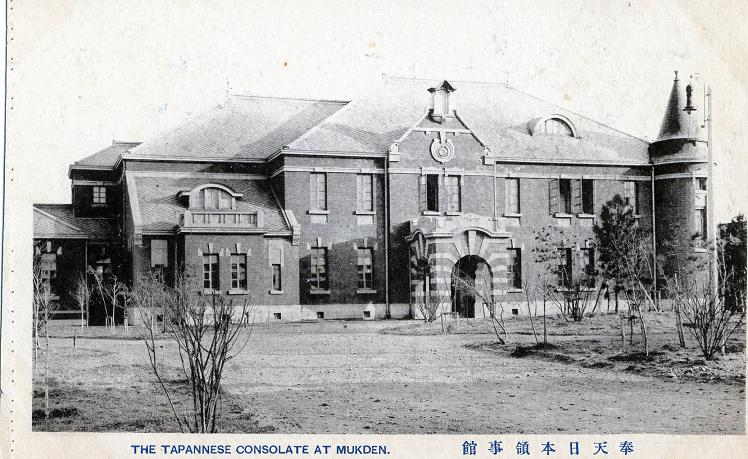
奉天日本領事館
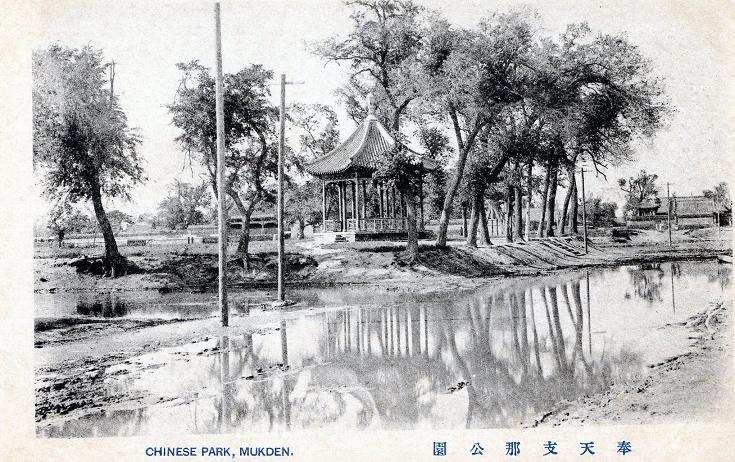
奉天支那公園
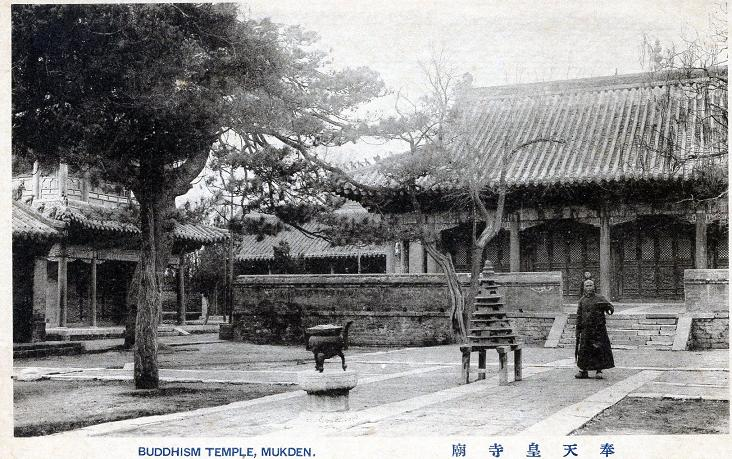
奉天皇寺廟
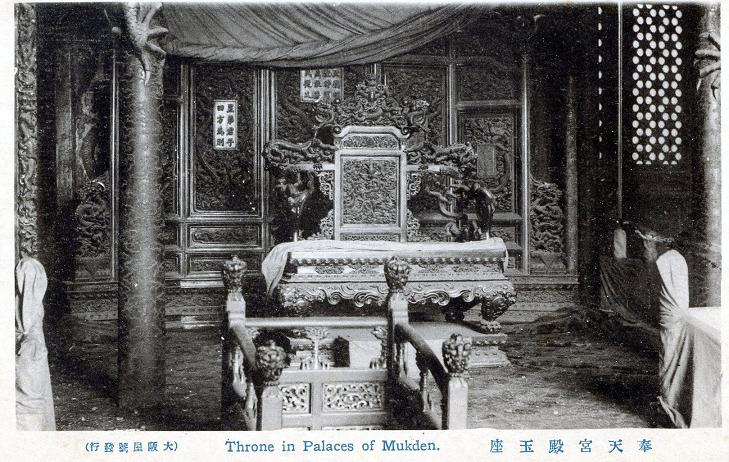
奉天宮殿玉座
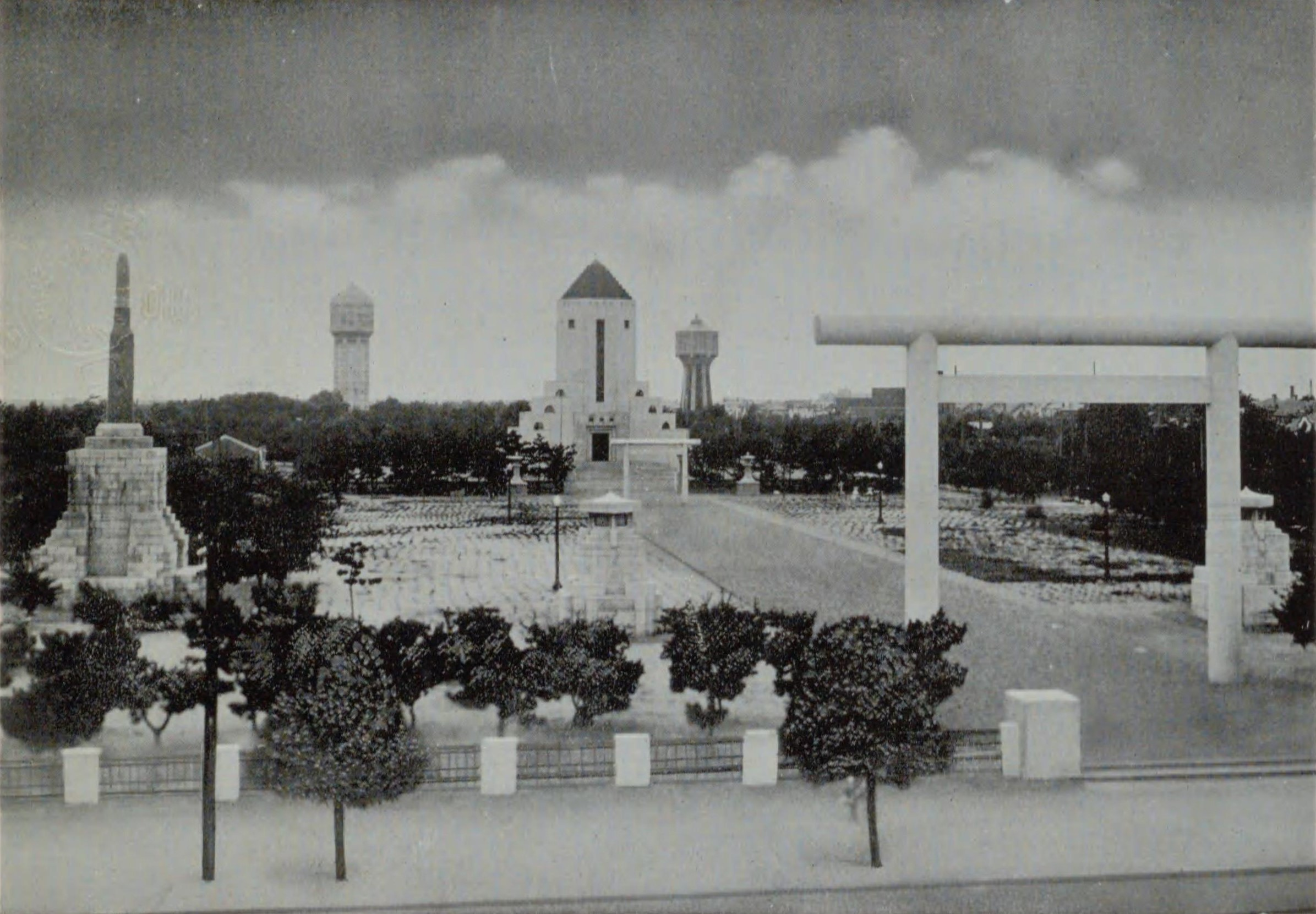
奉天忠霊塔
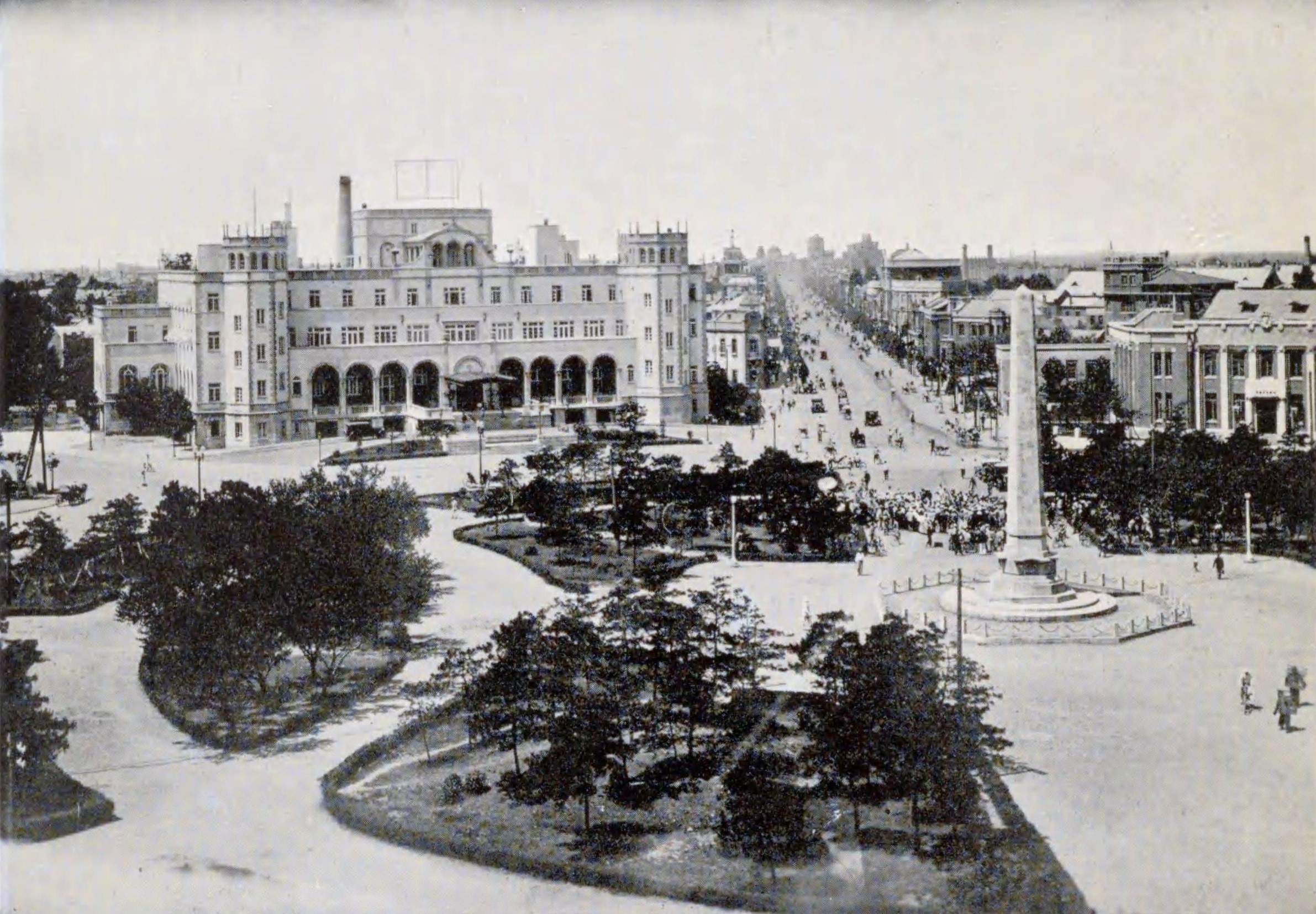
奉天大広場。左手に奉天ヤマトホテル
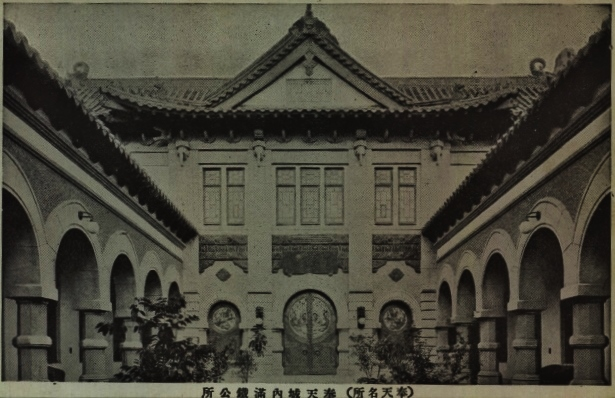
奉天の満鉄公所
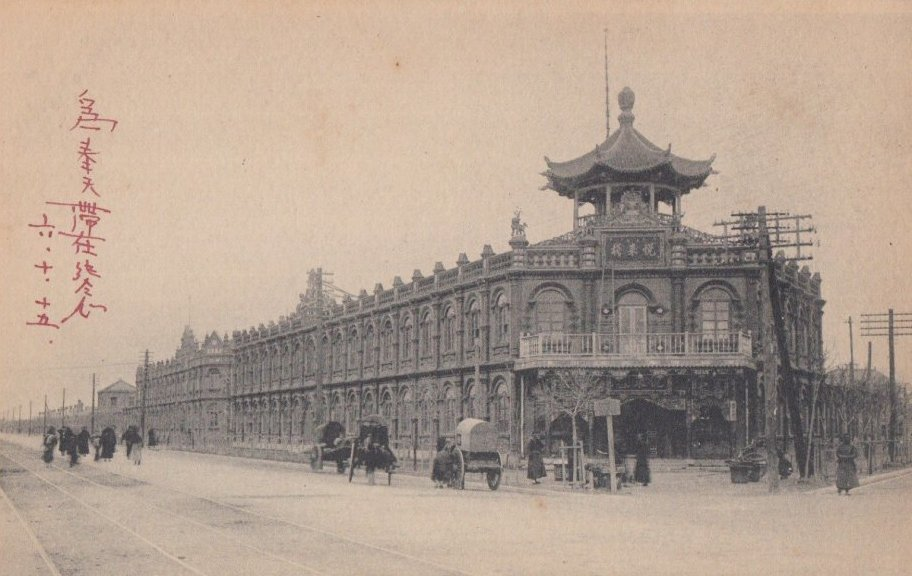
奉天悦来棧。駅前にあった中国人経営のホテル。火事で焼失
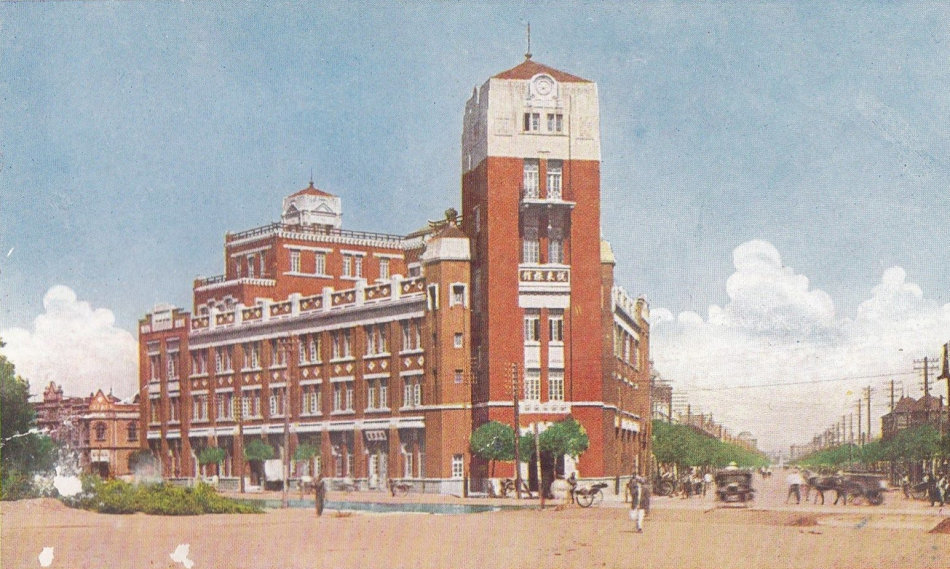
レンガ造りに建て替えられた奉天悦来棧。